# Pitthea cunaxa
Pitthea cunaxa là một loài bướm đêm trong họ Geometridae.